# Марцинківський Олег Олександрович
Оле́г Олекса́ндрович Марцинкі́вський (* 2 липня 1949, Полтава) — український композитор та співак, 1996 — заслужений артист України, з вересня 2010 — народний артист України.

## Життєпис
Народився у сім'ї співаків. Після закінчення школи вступив до Полтавського музичного училища імені М. Лисенка, навчався співу і хоровому диригуванню — у викладачів В. Опенька, Г. Карчевської та Н. О. Шейко
В 1970 році створює ансамбль «Оксамит» — при Полтавському міському будинку культури.
Продовжив навчання вокалу і композиції в Кишинівському інституті мистецтв — у класі А. Азрікана, Ф. Анікеєва та Г. Баштана. По закінченню навчання працював солістом естрадно-симфонічного оркестру радіо і телебачення Молдови.
Є засновником та художнім керівником ансамблю «Медобори» при Тернопільській обласній філармонії 1980 року. Під його орудою ансамбль зайняв 1 місце на Всеукраїнському конкурсі «Молоді голоси» \Тернопіль -1981рік\ та 2 місце на Всесоюзному міжнародному конкурсі «Кримські зорі» /Ялта -1981рік/
1984 року розпочав сольну кар'єру солістом-вокалістом «Укрконцерту». Створив тематичні програми
- «Історія кобзарства в Україні»,
- «Класичний український романс»,
- «Пісні народів світу»

У 1985 році зайняв 1 місце на всеукраїнському конкурсі артистів естради.
у 1992 році працював солістом творчої організації «Київщина» при обласному управлінні культури Київської області. У 1992 році брав участь у Фестивалі «Слов'янський базар»
З 2002 року по 2005 рік викладав у Національному університеті культури та мистецтв на кафедрі сольного співу.
2005 року створив новий склад «Медоборів», презентовано мистецький проєкт-ренесанс «Три дороги».
У 2007 році нагороджений медаллю Тернопільської обласної адміністрації «Честь і слава Тернопілля»
З 2007 по 2019 рік — голова журі та член виконавчої дирекції Міжнародного конкурсу-фестивалю творчості «Всі ми діти твої, Україно!»
Написав багато дитячих пісень. Серед них — «Я живу в Україні» на вірші О. Кононенка /1 премія на міжнародному конкурсі Schoolovision 2016 рік/, «Моя планета Земля» на вірші О. Кононенка /2 премія на міжнародному конкурсі Schoolovision 2017 рік/. Відомими та улюбленими піснями серед дітей стали також пісні «Мова» на вірші О. Кононенка, «Молода гвардія» та «Світу — мир!» на власні вірші та багато інших.
З 2015 по 2016 працює знову викладачем естрадного співу у Національному університеті культури та мистецтв на кафедрі сольного співу.
З 2016 року працює професором академічного вокалу на кафедрі академічного та естрадного вокалу Інституту мистецтв Київського університету імені Бориса Грінченка.
З 2021 року — викладач вокалу у Київській Дитячій Академії Мистецтв
З 2023 року — директор мистецького ліцею «Київська дитяча Академія мистецтв» імені М.Чембержі

## Творча діяльність
У його творчому доробку світова та українська класика, більш як 150 народних пісень, кобзарські думи, балади, сучасні пісні, більше 100 власних творів.
Серед його пісень стали особливо відомими:
- «Я люблю тільки Вас» сл. С. Галябарди
- «Зірка-Україна» сл. С. Галябарди
- «А лелеки летять на Вкраїну» сл. С. Галябарди
- «Хто ти є, Україно?» сл. С. Галябарди,
- «Зоре моя» та «Пісня кобзаря» — на вірші Б. Харитонова,
- «У храмі любові», «Провина» — на вірші М. Луківа,
- «Невольник сивої печалі» — на вірші М. Ткача.
- «Пан Степан» на вірші І. Коваля
- «Колискова для мами» на власні вірші
- Гімн любові" вірші Н. Багмут

Репертуар його академічних творів досить великий.
Серед них дістали найбільше оплесків: Речитатив і аріозо Каніо з опери Р. Леонковалло «Паяци»
Друга арія Каварадоссі з опери Дж. Пуччині «Тоска»
''Be my love" Н. Бродського
«Granada» A. Lara
«Passione» — Н. Валенте та Е. Тальяферрі
Романс «Нічка цікавая» О. Романів
«Повій вітре на Вкраїну» С. Руданського
Арія Неморіно з опери «Любовний напій» Г. Доніцетті
З 2010 року співпрацює з провідними солістками Національної опери заслуженою артисткою України І. Семененко, народною артисткою України Анжеліною Швачкою та заслуженою артисткою України Сусанною Чахоян. Разом з ними записано багато дуетів. Серед них — «Молитва» Cл.і муз. Carole Bayer and David Foster, «Привид опери» — Ендрю Ллойд Веббера, «Amigos para siempre» Ендрю Ллойд Уеббера та інші.